# إدريس المرابط
إدريس المرابط هو مدرب ولاعب كرة قدم مغربي في مركز الوسط، ولد في 26 يناير 1967 في طنجة في المغرب. يشغل حاليا مدربا لنادي اتحاد طنجة. شارك مع المنتخب المغربي في كأس الأمم الأفريقية 1992.

## الإنجازات

### مدربا
نادي الاتحاد ‏
- دوري الدرجة الأولى العماني: 2012–13

نادي العروبة
- الدوري العماني: 2007–08
- كأس السوبر العماني: 2008

اتحاد طنجة
- البطولة الوطنية المغربية: 2017–18[4]

### فردية
- أفضل مدرب في البطولة المغربية لموسم 2017–18.[5]

## وصلات خارجية
- إدريس المرابط على موقع قاعدة بيانات كرة القدم.إي يو (الإنجليزية)